# Dörnen (Halver)
Dörnen ist eine Hofschaft in Halver im Märkischen Kreis im Regierungsbezirk Arnsberg in Nordrhein-Westfalen (Deutschland).

## Lage und Beschreibung
Dörnen liegt auf 375 Meter über Normalnull im nordwestlichen Halver auf einem Höhenzug nahe der durch den Bosseler Bach gebildeten Stadtgrenze zu Breckerfeld. Im Ort entspringt ein Zufluss der Ennepetalsperre, der weiter westlich zusammen mit dem Bosseler Bach in einem Vorbecken der Talsperre mündet. 
Dörnen ist für Straßenfahrzeuge ausschließlich über eine Stichstraße vom benachbarten Kamscheid zu erreichen. Weitere Nachbarorte sind Niedervahlefeld, Oberbuschhausen, Halver, Frettlöh (zu Breckerfeld) und Boßel (zu Breckerfeld). 
Östlich von Dörnen befindet sich eine Windkraftanlage.

## Geschichte
Dörnen wurde erstmals 1519 urkundlich erwähnt, die Entstehungszeit der Siedlung wird aber für den Zeitraum zwischen 1200 und 1300 am Ende der mittelalterlichen Rodungsperiode vermutet. Dörnen war ein Abspliss von Kamscheid.